# Collotheca quadrinodosa
Collotheca quadrinodosa is een raderdiertjessoort uit de familie Collothecidae. De wetenschappelijke naam van deze soort is voor het eerst geldig gepubliceerd in 1961 door Wright.